# Andre Gingrich
Andre Gingrich (* 12. September 1952 in Wien) ist ein österreichisch-US-amerikanischer Ethnologe bzw. Sozialanthropologe und Wissenschaftshistoriker. 

## Leben
Andre Gingrich studierte an der Universität Wien Völkerkunde, Soziologie und Islamwissenschaften und wurde dort 1979 mit einer Arbeit über den Einfluss von Lewis H. Morgans Werk „Ancient Society“ in der Ethnologie der DDR (1945–1962) zum Dr. phil. promoviert. Er habilitierte sich 1989 an der Grund- und Integrativwissenschaftlichen Fakultät der Universität Wien mit einer ethnologischen Studie zum Agrarkalender der Munebbih in Südwestarabien. Er ist seit 1989 Gründungsmitglied der European Association of Social Anthropologists (EASA). 
Von 1998 bis 2017 war Gingrich ordentlicher Universitätsprofessor am Institut für Kultur- und Sozialanthropologie der Universität Wien. Seit 2002 ist er wirkliches Mitglied der philosophisch-historischen Klasse der Österreichischen Akademie der Wissenschaften (ÖAW), deren Verlagskommission er von 2008 bis 2017 vorsaß. Von 2007 bis 2019 war Gingrich Gründungsdirektor des Instituts für Sozialanthropologie der ÖAW. Er war von 2011 bis 2019 stellvertretender Sprecher des FWF-Sonderforschungsbereichs Visions of Community (VISCOM; Vergleichende Betrachtungen zu Ethnizität, Region und Reich in Christentum, Islam und Buddhismus, 400–1600 u. Z.).
Seine Forschungsschwerpunkte sind unter anderem Identitätskonzepte, Gender Studies, Ethnizität sowie die Geschichte der Sozialanthropologie bzw. Völkerkunde.

## Publikationen
- mit Ulf Hannerz (Hrsg.): Small Countries: Structures and Sensibilities. Philadelphia: University of Pennsylvania Press, 2017.
- mit Fernand Kreff, Eva-Maria Knoll (Hrsg.): Lexikon der Globalisierung. transcript, Bielefeld 2011, ISBN 978-3-8376-1822-8.
- mit Thomas Fillitz und Lutz Musner: Kulturen und Kriege: Transnationale Perspektiven der Anthropologie. Freiburg i. Br.: Rombach, 2007.
- mit Fredrik Barth, Robert Parkin & Sydel Silverman: One Discipline, Four Ways: British, German, French, and American Anthropology. The Halle Lectures. Chicago: University of Chicago Press, 2005.
- mit Gerd Baumann (Hrsg.): Grammars of Identity/Alterity: A Structural Approach. London: Berghahn, 2004.
- Erkundungen. Themen der ethnologischen Forschung. Wien-Köln-Weimar: Böhlau, 1999.
- Südwestarabische Sternenkalender. Eine ethnologische Studie zu Struktur, Kontext und regionalem Vergleich des tribalen Agrarkalenders der Munebbih im Jemen (Wiener Beiträge zur Ethnologie und Anthropologie, Bd. 7). Wien: WUV, 1994.

## Auszeichnungen
- 2000: Wittgenstein-Preis
- 2015: Preis der Stadt Wien für Geisteswissenschaften

## Mitgliedschaften
- Mitglied der American Anthropological Association, 1994
- Wirkliches Mitglied der philosophisch-historischen Klasse der Österreichischen Akademie der Wissenschaften, 2002[2]
- Mitglied der Königlich Schwedischen Akademie der Wissenschaften, 2007
- Fellow, The World Academy of Sciences (TWAS), 2015
- Korrespondierendes Mitglied der British Academy, 2022
- Honorary Fellow, Royal Anthropological Institute of Great Britain and Ireland, 2022